# Disporella piramidata
Disporella piramidata är en mossdjursart som beskrevs av Alvarez 1992. Disporella piramidata ingår i släktet Disporella och familjen Lichenoporidae. Inga underarter finns listade i Catalogue of Life.